# Chico (kot)
Chico – kot papieża Benedykta XVI; narrator przeznaczonej dla dzieci autoryzowanej biografii swojego pana Joseph i Chico autorstwa Jeanne Perego. Chico mieszkał wraz z Josephem Ratzingerem, gdy ten odwiedzał swój dom w rodzinnym mieście Pentling; w przerwach między wizytami kardynała przebywał u swoich właścicieli, sąsiadów przyszłego papieża.